# ألفرد هايز جونيور
ألفرد هايز جونيور (بالإنجليزية: Alfred Hayes, Jr.)‏ هو كاتب أمريكي، ولد في 13 أكتوبر 1873، وتوفي في 19 أكتوبر 1936.